# But Here We Are
But Here We Are je jedenácté studiové album americké rockové kapely Foo Fighters, které bylo vydáno 2. června 2023 přes vydavatelství RCA Records. Album produkoval Greg Kurstin a samotná kapela. Je to první studiové album skupiny od smrti bubeníka Taylora Hawkinse v březnu 2022. Bicí na albu si vzal na starost frontman skupiny Dave Grohl. Na albu také zpívá dcera frontmana skupiny Violet Grohl.
Písně pokrývají emocionální škálu od vzteku a smutku až po klid a přijetí a nesčetné body mezi tím. Skupina „lyricky zkoumala brutálně upřímnou a emocionálně syrovou reakci na vše, co Foo Fighters vydrželi“.

## Seznam skladeb
Všechny skladby napsala skupina Foo Fighters.
| Pořadí | Název           | Délka |
| ------ | --------------- | ----- |
| 1.     | Rescued         | 4:18  |
| 2.     | Under You       | 3:39  |
| 3.     | Hearing Voices  | 3:48  |
| 4.     | But Here We Are | 4:43  |
| 5.     | The Glass       | 3:49  |
| 6.     | Nothing at All  | 3:27  |
| 7.     | Show Me How     | 4:53  |
| 8.     | Beyond Me       | 3:54  |
| 9.     | The Teacher     | 10:04 |
| 10.    | Rest            | 5:33  |

## Obsazení
- Dave Grohl – zpěv, rytmická kytara, bicí
- Nate Mendel – baskytara, doprovodný zpěv
- Chris Shiflett – sólová kytara, doprovodný zpěv
- Rami Jaffee – klávesy, mellatron
- Pat Smear – rytmická kytara

#### Hosté
- Violet Grohl – zpěv (7)